# Фрідом-Плейнс (Нью-Йорк)
Фрідом-Плейнс (англ. Freedom Plains) — переписна місцевість (CDP) в США, в окрузі Дачесс штату Нью-Йорк. Населення — 438 осіб (2020).

## Географія
Фрідом-Плейнс розташований за координатами 41°40′4″ пн. ш. 73°47′53″ зх. д. / 41.66778° пн. ш. 73.79806° зх. д. (41.667737, -73.797994).  За даними Бюро перепису населення США в 2010 році переписна місцевість мала площу 3,45 км², з яких 3,34 км² — суходіл та 0,11 км² — водойми.

## Демографія
Згідно з переписом 2010 року, у переписній місцевості мешкала 421 особа в 218 домогосподарствах у складі 109 родин. Густота населення становила 122 особи/км².  Було 230 помешкань (67/км²).
Расовий склад населення:
| - 90,3 % — білих - 4,5 % — азіатів - 1,4 % — чорних або афроамериканців - 1,9 % — осіб інших рас |

До двох чи більше рас належало 1,9 %. Частка іспаномовних становила 5,7 % від усіх жителів.
За віковим діапазоном населення розподілялося таким чином: 15,9 % — особи молодші 18 років, 63,2 % — особи у віці 18—64 років, 20,9 % — особи у віці 65 років та старші. Медіана віку мешканця становила 48,1 року. На 100 осіб жіночої статі у переписній місцевості припадало 72,5 чоловіків;  на 100 жінок у віці від 18 років та старших — 70,2 чоловіків також старших 18 років.
Середній дохід на одне домашнє господарство  становив 76 659 доларів США (медіана — 58 125), а середній дохід на одну сім'ю — 100 955 доларів (медіана — 103 603). За межею бідності перебувало 4,2 % осіб, у тому числі 0,0 % дітей у віці до 18 років та 11,9 % осіб у віці 65 років та старших.
Цивільне працевлаштоване населення становило 182 особи. Основні галузі зайнятості: освіта, охорона здоров'я та соціальна допомога — 26,4 %, роздрібна торгівля — 24,2 %, мистецтво, розваги та відпочинок — 13,2 %, науковці, спеціалісти, менеджери — 11,5 %.